# Граф на Блоа
Графство Блоа е историческо графство, намиращо се на юг от Париж със столица град Блоа. Друг важен град в графството е Шартър. През 1391 година то преминава под властта на краля и след тази година владетелите му имат само номинална власт. Графство Блоа е известно като временно убежище на Жана д'Арк по време на Стогодишната война (1337-1456). Тази страница представлява списък с графовете на Блоа, управлявали от началото на 9 век до края 15 век.

## Графове

### Предхождащи Блоа
- Гийом (? - 834)
- Од (834 - 865)
- Робер (865 - 866)
- Гарнего (878 - 906)
- Тибо Стари (906 - 943)

Оженва се за Ришилд.
- Гейо (906 - 928 вицеграф)

### Дом Блоа
- Тибо I Лъжеца, граф на Блоа (943 - 960 граф на Шартър, 960 - 975 граф на Блоа)

Син на Ришилд и Тибо Стари. Жени се за Лиегард дьо Вермандоа, дъщеря на граф Ербер II.
- Од I (975 - 995)

Син на предходните, също граф на Шатодан, Прованс, Шартър, Тур, и Реймс. Жени се за Берта Бургундска.
- Тибо II (995 - 1004)

Син на предходните, също граф на Шатодан, Прованс, Шартър, Тур, и Реймс.
- Од II (1004 - 1037)

Брат на предходния, също граф на Шатодан, Прованс, Шартър, Тур, и Реймс, по-късно и на Мо и Троа. Жени се за пръв път през 1103 за Матилда Нормандска, по-късно се развежда и се жени за Ерменгард д'Оверн.
- Тибо III (1037 - 1089)

Син на Од II и Ерменгард д'Оверн, също граф на Шатодан, Прованс, Шартър, Тур, и Реймс, Мо и Троа. Жени се за пръв път за Жерсенд дю Мен, развежда се и се жени повторно за Аделаид дьо Валоа.
- Етиен-Анри (1089 - 1102)

Син на Тибо III и Жерсенд дю Мен, също граф на Шартър и Мо, по-късно и на Шампан. Жени се за Адел Английска.
- Тибо IV Велики (1102 - 1152

Син на предходните, също граф на Шартър и Мо, става граф на Шампан през 1125. През 1123 се жени за Матилд дьо Каринти.
- Тибо V Добрия (1152 - 1191)

Син на предходните, също граф на Шартър. Жени се за пръв път за Сибил дьо Шаторенар, по-късно за втори път през 1164 за Алис Френска.
- Луи (1191 - 1205)

Син на Тибо V и Алис Френска, също граф на Шартър и Клермон. През 1184 се жени за Катрин, графиня на Клермон.
- Тибо VI (1205 - 1218)

Син на предходните. Жени се за пръв път за Мао (Матилд) д'Аленсон, по-късно се жени повторно за Клеманс де Рош.
- Маргарита (1218 - 1230)

Дъщеря на Тибо V и Алис Френска, сестра на Луи, също графиня на Шатодан. Омъжва се три пъти, първия път — около 1183 година, за Юг III д'Оази, вицеграф на Камбре; втори път, около 1190, за Отон I, пфалцграф на Бургундия; и трети път за Готие II д'Авен, граф едновременно на Блоа и дьо Гиз.

### Дом Авен
- Мари д'Авен (1230 - 1241)

Дъщеря на Маргарита и Готие II д'Авен, също графиня на Шартър. През 1226 се омъжва за Юг дьо Шатийон, също граф на Сен Пол.

### Дом Блоа-Шатийон
- Жан I (1241 - 1280)

Син на предходните. През 1254 се жени за Алис дьо Бретан.
- Жана (1280 - 1292)

Дъщеря на предходните. През 1272 се омъжва за Пиер I д'Аленсон, граф на Аленсон и Валоа.
- Юг II (1292 - 1307)

Внук на Юг дьо Шатийон и Мари д'Авен, братовчед на предходната, също граф на Сен Пол. През 1287 се жени за Беатрис дьо Фландр.
- Ги I (1307 - 1342)

Син на предходните, също граф на Дюноа. През 1310 се жени за Маргьорит дьо Валоа.
- Луи I (1342 - 1346)

Син на предходните и брат на Шарл дьо Блоа, херцог на Бретан. Също граф на Дюноа. Жени се през 1340 за Жана дьо Ено.
- Луи II (1346 - 1372)

Син на предходните, също граф на Дюноа.
- Жан II (1372 - 1381)

Брат на предходния, също граф на Дюноа. През 1372 се жени за Матилд, херцогиня на Гелдр.
- Ги II (1381 - 1397)

Брат на предходния, също граф на Дюноа. Жени се за Мари дьо Намур. Единственият им син Луи умира през 1391 година, и Ги предава властта си на орлеанските херцози.
- Луи IV (1397 - 1407)
- Шарл (1407 - 1465)
- Луи V (1465 - 1498)
- собственост на краля
- Гастон (1626 - 1660)
- собственост на краля